# Артеріальний конус
Артеріальний конус (лат. conus arteriosus) — частина серця деяких риб (хрящові, лопатепері, осетроподібні, панцирникоподібні, дводишні) та амфібій. Знаходиться попереду від шлуночка, за ним розташована черевна аорта. Стінки артеріального конуса утворені поперечносмугастою мускулатурою, внаслідок чого здатні до самостійного скорочення. На внутрішній поверхні у кілька рядів розташовані півмісячні клапани, у дводишних та амфібій вони зливаються у загальну спіралеподібну складку. Функція артеріального конуса полягає в тому, що він підвищує кров'яний тиск у аорті. У кісткових риб він редукований у луковицю аорти.